# パーソナルトレーナー

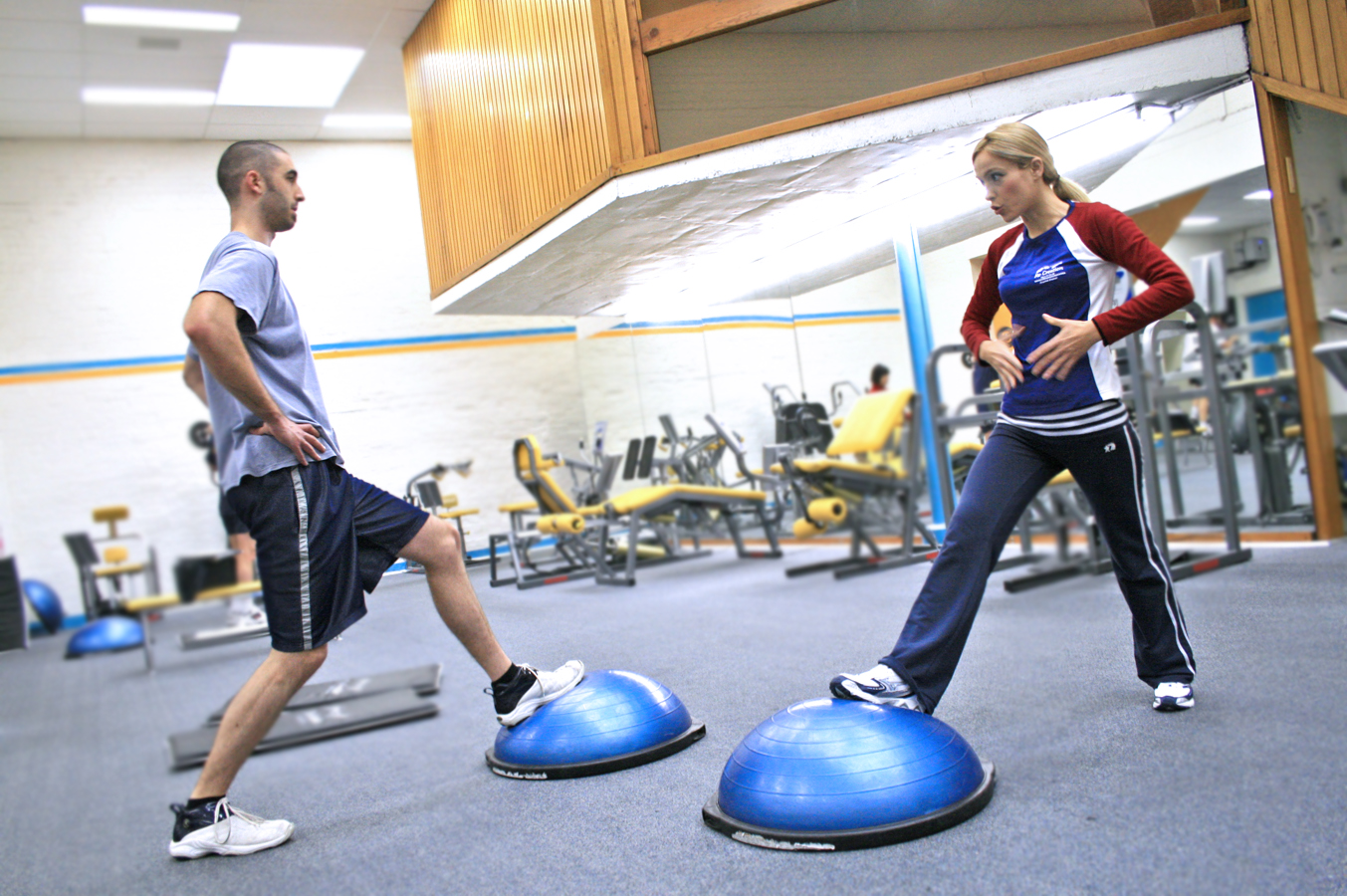
BOSUの使い方を実演するパーソナル・トレーナー

パーソナルトレーナー（Personal_trainer）とは、健康な個人やグループ、または運動するための医学的な許可を得ている人を対象に、安全で効果的な運動プログラムを作成し、提供する仕事をする人。

## 解説
効果的なエクササイズプログラムを開発し、クライアントの目標達成をサポートするために必要な関連情報を観察・収集するために、参加前の健康診断の結果から、姿勢や動作、柔軟性、バランス、体幹機能、心肺機能、筋力、体組成、等の評価など、さまざまな評価を実施する。